# Чудесни Спајдермен
Чудесни Спајдермен (енгл. The Amazing Spider-Man) је амерички суперхеројски филм из 2012. године, режисера Марка Веба заснован на Марвеловом стрипу о суперхероју Спајдермену. Овај филмски пројекат је рибут Спајдермен трилогије, Сема Рејмија са Тобијем Магвајером у улози Питера Паркера. Сценарио су написали Џејмс Вандербилт, Алвин Сарџент и Стив Клоувс. Насловну улогу тумачи Ендру Гарфилд, а у филму наступају Ема Стоун, Рис Иванс, Денис Лири, Кембел Скот, Ирфан Кан, Мартин Шин и Сали Филд. У филму, након што је Питера Паркера ујео генетски измењен паук, он открива нове пауколике моћи и одлучује да их искористи како би спасао град од планова мистериозног рептилског непријатеља.
Након што је Рејми одустао од режирања четвртог дела серијала, студио Сони пикчерс одлучио се на то да обнови франшизу, а писање сценарија за нови филм поверено је Џејмсу Вандербилту, који је на истој позицији био током планова за снимање Спајдермена 4. Снимање је почело у децембру 2010. године у Лос Анђелесу, након чега се преселило у Њујорк. Филм је ушао у постпродукцију у априлу наредне године. Ово је био последњи филм чију је музику компоновао Џејмс Хорнер, који је преминуо 2015. године. Студио је креирао промотивни веб-сајт, објавио је многе сцене из филма и лансирао виралну маркетиншку кампању, заједно са другим филмовима. Објављена је и видео-игра коју су развили Beenox и Activision.
Чудесни Спајдермен је премијерно приказан у Токију 30. јуна 2012, док је у Сједињеним Државама реализован 3. јула, десет година након изласка филма Спајдермен (2002), у 2Д, 3Д и ИМАКС 3Д форматима. Наишао је на позитиван пријем код критичара, коју су похвалили Гарфилдову глуму, визуелни стил, музику и реалистично представљање главног лика, али су критиковали велики број неразвијених заплета, узимајући у обзир избрисане сцене и увођење Гуштера као негативца, као превише нереалистичног за филм. Остварио је добру зараду на биоскопским благајнама, зарадивши 758 милиона долара широм света и био је седми на листи филмова са највећом зарадом 2012. године. Наставак, Чудесни Спајдермен 2, изашао је 2014. године, а било је најављено и снимање још два наставка, који су били у плану за 2016. и 2018. годину, али су отказани.

## Синопсис
Питер Паркер је средњошколац који воли да слика ствари са својим фотоапаратом, а касније да их обрађује. Питера су као малог родитељи оставили стрицу Бену и тетки Меј, зато што је њихов живот био у опасности, а свог сина нису хтели да излажу томе. Питеров отац, Ричард Паркер радио је за компанију Оскорп, коју је основао отац Питеровог најбољег друга Норман Озборн. Након што је Ричард изумео формулу за пресађивање животињске ДНК у људски, Норман Озборн је желео да узме ту формулу, али је Ричард то одбио схватајући да Норман има лоше намере са том формулом, након тога Ричард и његова супруга морали су напустити град, а свог петогодишњег сина Паркера да оставе код стрица и тетке.
Паркер једног дана одлази у компанију Оскорп, на предавање које држи његова другарица из одељења Гвен Стејси, у коју је Питер заљубљен. Питер упознаје очевог колегу, Др. Конорса, који је био задивљен Питеровим знањем, касније Питер одлази у једну просторију где се држе пауци, којима је пресађена Ричардова формула, међутим један паук излази, и уједа Питера за врат. Од тог тренутка Питер постаје сасвим друга особа, са новим моћима. Након убиства његовог стрица, Бена Паркера, Питер се заклиње да ће га осветити, и од тог тренутка постаје Спајдермен са циљем са зашити свет од злих људи.

## Улоге
| Глумац        | Улога                     |
| ------------- | ------------------------- |
| Ендру Гарфилд | Питер Паркер / Спајдермен |
| Ема Стоун     | Гвен Стејси               |
| Рис Иванс     | Кертис Конорс / Гуштер    |
| Денис Лири    | Џорџ Стејси               |
| Мартин Шин    | Бенџамин Паркер           |
| Сали Филд     | Меј Паркер                |
| Кембел Скот   | Ричард Паркер             |
| Ирфан Кан     | Раџит Рата                |
| Келси Чо      | Сали Аврил                |